# Bejai járás

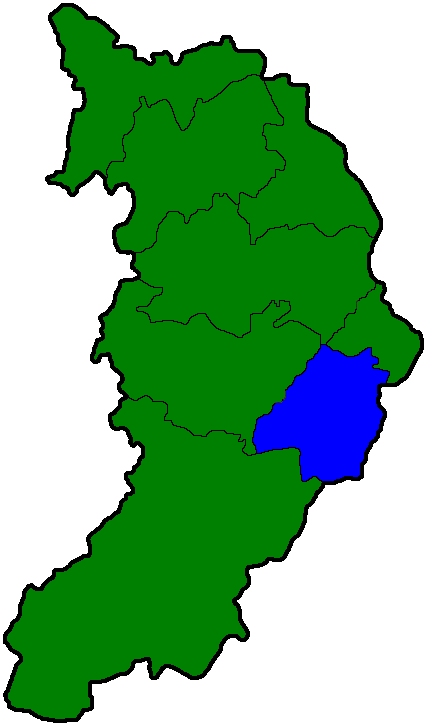
A Bejai járás Hakaszföldön

A Bejai járás (oroszul Бейский район, hakaszul Пии аймағы) Oroszország egyik járása Hakaszföldön. Székhelye Beja.

## Népesség
- 2002-ben 21 100 lakosa volt, akik főleg oroszok és hakaszok.
- 2010-ben 19 307 lakosa volt.